# إزيكييل أغويرو
سيرخيو فابيان إزيكييل أغويرو (بالإسبانية: Sergio Fabian Ezequiel Agüero)‏ (ولد في 7 أبريل 1994) وهو لاعب كرة قدم أرجنتيني يلعب حاليا لنادي ميلاكا يونايتد ك‍مهاجم.
في 2017، انتقل إلى النادي الماليزي ميلاكا يونايتد.

## وصلات خارجية
- إزيكييل أغويرو على موقع قاعدة بيانات كرة القدم.إي يو (الإنجليزية)
- إزيكييل أغويرو على موقع ناشيونال فوتبول تيمز (الإنجليزية)
- إزيكييل أغويرو على موقع Soccerway.com (الإنجليزية)